# Nella Marcellino
Nella Marcellino (Torino, 21 febbraio 1923 – Roma, 23 luglio 2011) è stata una politica, sindacalista e partigiana italiana.

## Biografia
Figlia di due operai torinesi, impegnati nella lotta al fascismo, e perseguitati dalla polizia politica, trascorre l'infanzia in Francia e successivamente in Belgio, a seguito della famiglia in esilio. Nel 1937 si avvicina alla Resistenza francese; trasferitasi a Parigi nei primi anni quaranta, partecipa alle iniziative contro la guerra nazifascista. In questi anni conosce gli esponenti comunisti italiani emigrati; Giorgio Amendola, Luigi Longo, Gian Carlo Pajetta, Giuseppe Di Vittorio e Arturo Colombi che diverrà suo marito.
Rientra nel 1941 in Italia, ed è tra gli organizzatori degli scioperi generali del 1942 e 1943 nel capoluogo piemontese. Attiva nel movimento della Resistenza cittadina, al termine del conflitto è eletta nelle file del Partito Comunista Italiano come la più giovane deputata nella I Legislatura della Repubblica.
Dirigente di partito a livello nazionale, ricopre anche il ruolo di dirigente sindacale nazionale nella CGIL fino al 1992.